# Jorge Alberto Ossa Soto
Jorge Alberto Ossa Soto (ur. 29 lipca 1956 w El Carmen de Viboral) – kolumbijski duchowny rzymskokatolicki, od 2019 arcybiskup Nowej Pamplony.

## Życiorys
Święcenia kapłańskie przyjął 23 maja 1982 i został inkardynowany do wikariatu apostolskiego Istmina. Po święceniach wyjechał na studia teologiczne do Innsbrucku. W 1984 powrócił do kraju i został wikariuszem parafialnym, zaś rok później objął funkcję rektora seminarium w Istminie. Po podniesieniu wikariatu do rangi diecezji został jej wikariuszem generalnym oraz ekonomem, jednocześnie pełniąc funkcję proboszcza katedry. W latach 1995–2002 pracował duszpastersko na terenie diecezji, a następnie ponownie był wikariuszem generalnym.
21 stycznia 2003 został mianowany biskupem Florencii. Sakrę biskupią przyjął 1 marca 2003 z rąk biskupa Alonso Llano Ruiza, zaś rządy objął 29 marca 2003.
15 lipca 2011 został prekonizowany biskupem Santa Rosa de Osos, zaś 15 października 2019 otrzymał nominację na arcybiskupa Nowej Pamplony. Ingres odbył 29 listopada 2019.